# Estadio Demba Diop
El Estadio Demba Diop (en francés: Stade Demba Diop) es un estadio de usos múltiples en el Gran Dakar, en el país africano de Senegal. Está situado en el Bulevar Président Habib Bourguiba en Sicap-Liberté, un distrito urbano de Dakar. Varios clubes de fútbol utilizan este estadio para sus partidos en casa. Construido en 1963, el estadio fue nombrado más adelante en honor de Demba Diop, el exalcalde de M'bour, y el ministro de Juventud y Deportes durante la presidencia de Léopold Sédar Senghor. Diop fue asesinado el 3 de febrero de 1967.

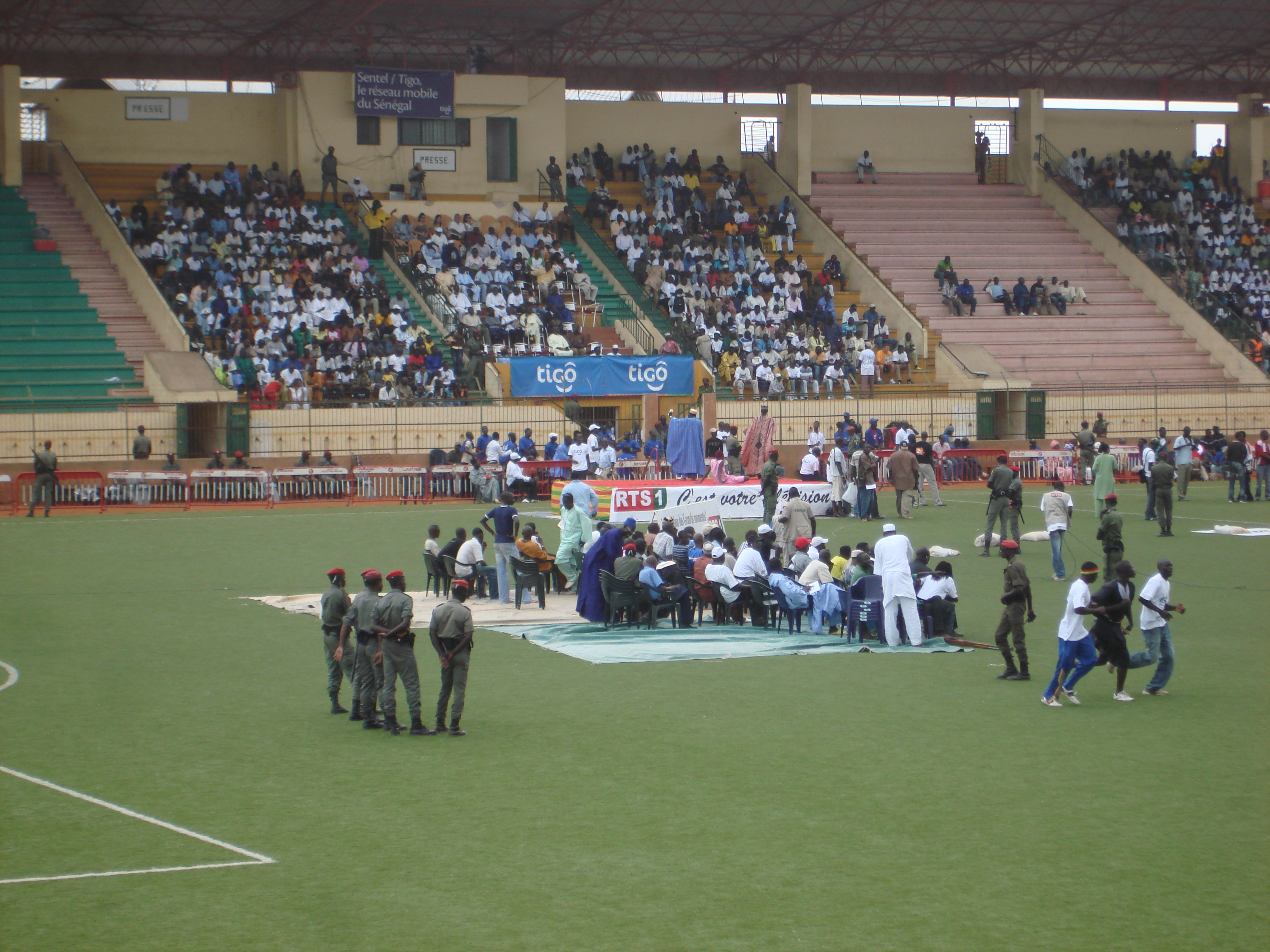
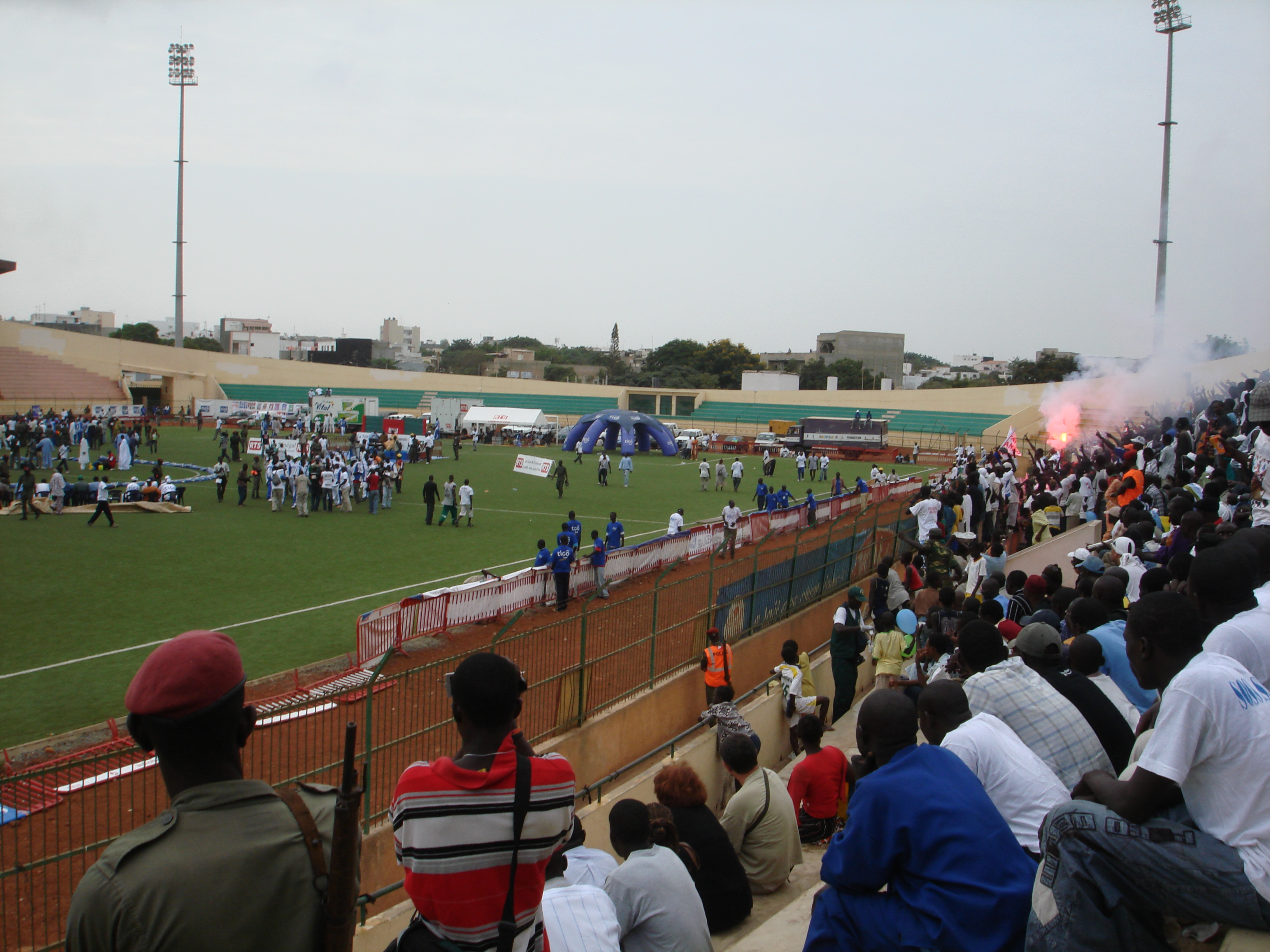